# Joom Group
Joom ist eine im Juni 2016 in Riga gegründete internationale Gruppe von E-Commerce-Unternehmen, mit Büros in China, Hongkong, Brasilien, den USA und Deutschland. Ende 2022 verlegte Joom seinen Hauptsitz von Riga nach Lissabon, Portugal. Joom besteht derzeit aus drei Unternehmen.

## Joom Marketplace
Joom Marketplace ist eine e-Commerce-Plattform und eine mobile App für den Verkauf von Produkten aus Asien und Europa. Sie wurde 2016 in Riga, Lettland, gestartet. Die Joom-App wurde 2017 in Frankreich, Spanien und Deutschland eingeführt. Joom war 2018 mit mehr als 56 Millionen Installationen die meist heruntergeladene Shopping-App in Europa.
Bis Ende 2020 wurde die Joom-App in der europäischen Region 150 Millionen Mal heruntergeladen. Laut Mediametrie, einem französischen Unternehmen für Medien- und Referenzstudien, ist die Plattform dafür bekannt, dass sie „mobile-first“ ist und rund 83 % der Transaktionen über das Handy getätigt werden. Im Jahr 2021 trat Joom der Initiative Product Safety Pledge bei, einer Vereinbarung, die eine Zusammenarbeit mit den EU-Mitgliedstaaten vorsieht, um gefährliche Produkte von ihren Websites zu entfernen. Anfang 2022 hatte Joom weltweit über 400 Millionen Nutzer auf iOS, Android und im Web. Der Marktplatz hatte monatlich 25 Millionen aktive Nutzer und 20 Millionen aktive Käufer.
Joom war eine der ersten Plattformen, die nach dem Beginn der russischen Invasion in der Ukraine die Lieferung von Waren in die Ukraine wieder aufnahm.
Seit 2021 werden neben Logistikzentren in Hongkong, China und der Türkei Logistikdienstleistungen in Europa und Südkorea angeboten.
Seit 2022 unterstützt Joom das „Talent Development Ranking“ der lettischen Atis Kronvalds Foundation.

### JoomPro
Im Jahr 2021 brachte Joom JoomPro auf den Markt, eine schlüsselfertige technische Lösung für den B2B-Import von Waren aus China. Heute ist JoomPro nur auf dem brasilianischen Markt vertreten, während Mexiko als nächster möglicher Markt in Betracht gezogen wird. JoomPro hat sich zum Ziel gesetzt, den globalen Großhandel für jeden einfach und effizient zu gestalten, indem es die gesamte Auftragsabwicklung übernimmt, einschließlich der Auswahl des Lieferanten, der Qualitätskontrolle, der Dokumentation, der Logistik usw., d. h. alles, bis der Auftrag an den Endkunden ausgeliefert wird.

### Joompay
Joom gründete im Jahre 2019 Joompay, einen Fintech-Dienst für Finanztransaktionen in Europa. Joompay erhielt seine Lizenz im November 2020 in Luxemburg, wo das Unternehmen auch seinen Sitz hat. Im Jahr 2021 hat Joompay offiziell seine mobile App für Zahlungen innerhalb der EU eingeführt. Im März 2021 begann Joompay mit dem Identitätsprüfungsanbieter Veriff zusammenzuarbeiten. Seit Februar 2022 unterstützt Joompay ukrainische Kriegsvertriebene in Europa in Form einer kostenlosen Zurverfügungstellung von europäischen Konten für Sofortzahlungen. Dieser Dienstleistung wurde gemeinsam mit Veriff entwickelt.
Im Januar 2024 wurde Joompay von Vivid, der Berliner mobilen Finanzplattform, übernommen.

### Onfy
Onfy ist ein deutscher Online-Apotheken-Marketplace. Dieser wurde von Joom 2021 als Joom Pharm Solutions GmbH registriert und 2022 unter dem Namen Onfy gestartet. Der Sitz von Onfy befindet sich Berlin, Deutschland.